# Seute Deern (Schiff, 1939)

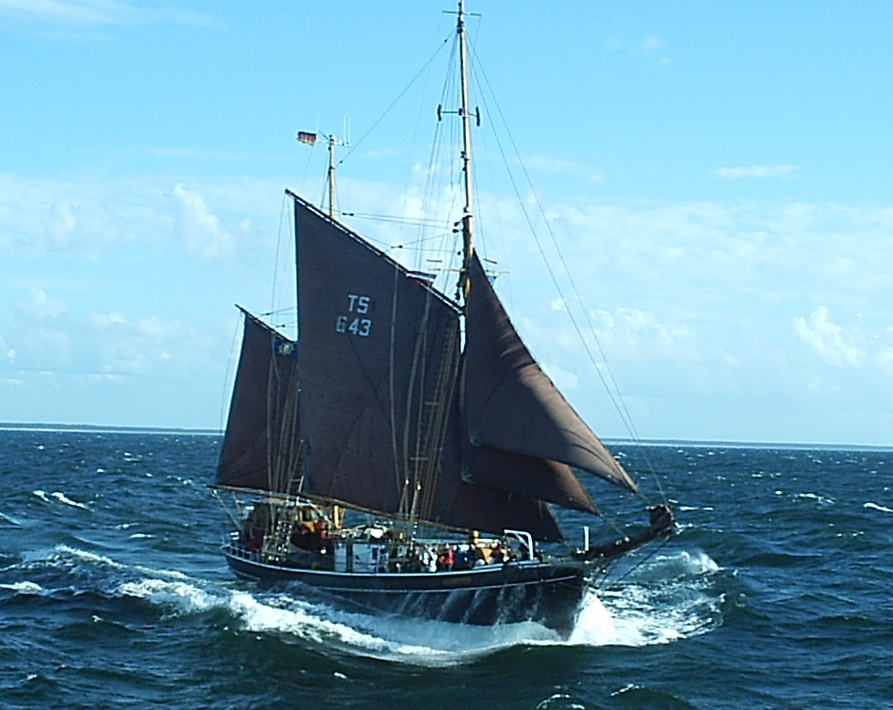
Die Seute Deern auf dem Weg zum Gewinn ihrer Klasse der Tall Ships’ Races im August 2003, noch mit lohfarbenen Segeln

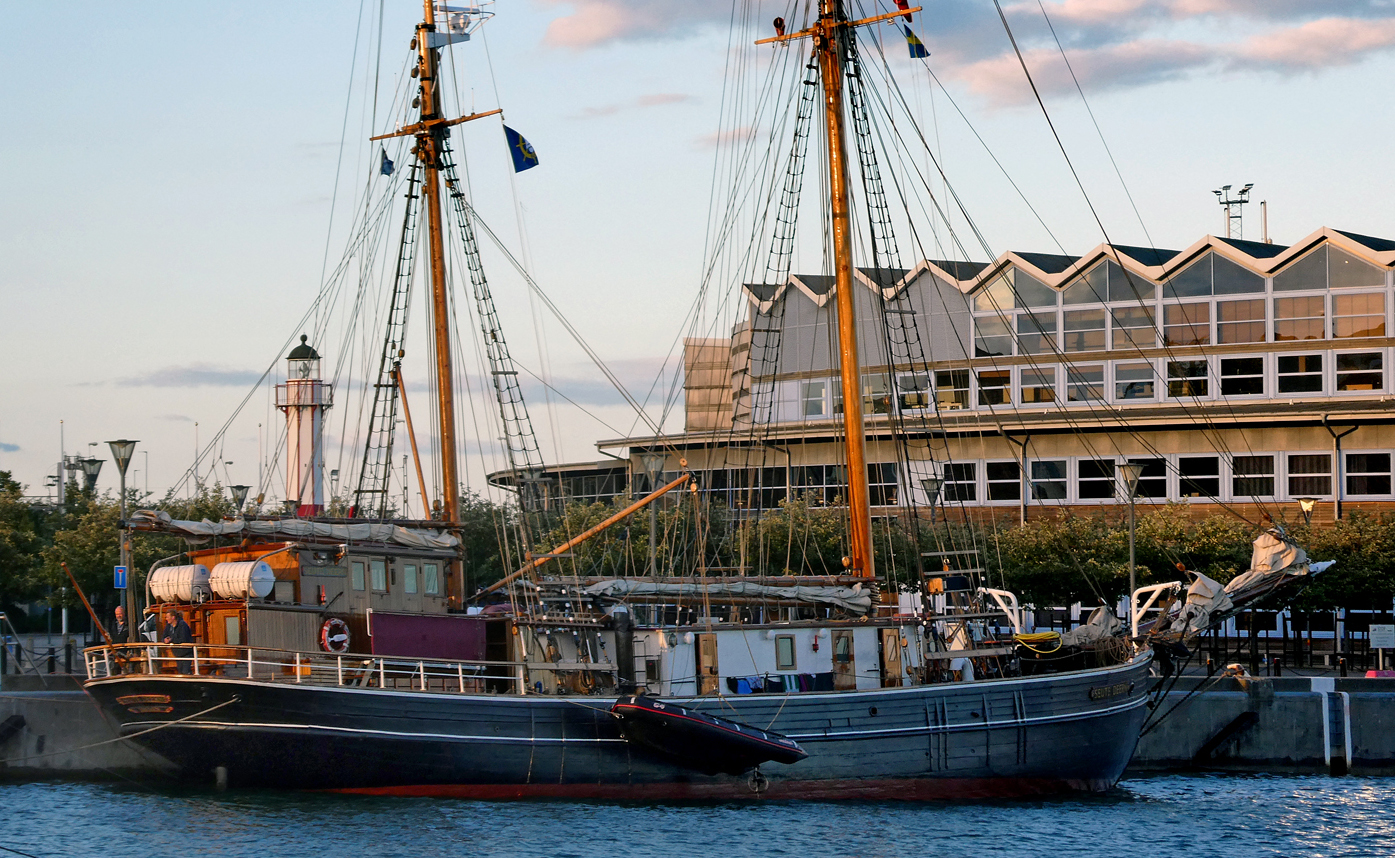
Seute Deern im Hafen von Ystad am 24. Juli 2020.

Die Seute Deern (plattdeutsch für „Süßes Mädchen“) – ursprünglich Havet, später Noona Dan – ist eine Gaffel-Ketsch (Zweimaster), die ursprünglich als Frachtsegelschiff gebaut wurde.
1961/1962 segelte sie als dänisches Forschungsschiff Noona Dan einmal um die Welt und wurde Namensgeber für die mit ihr durchgeführte Noona-Dan-Expedition im Pazifik. In den folgenden Jahren wurde sie als letztes Vollzeit-Segelschulschiff der deutschen Handelsmarine eingesetzt.
Seit 1973 wird die Seute Deern vom Verein Clipper, dem ersten deutschen Sail-Training-Verein seiner Art, genutzt, um Interessierten auf meist einwöchigen Segeltörns traditionelle Seemannschaft zu vermitteln. Die Seute Deern befährt dazu heute vor allem die deutsche und dänische Ostsee, mit gelegentlichen Abstechern in die östliche Ostsee. Im Winter liegt sie im Überwinterungshafen von Hamburg-Harburg. Ihre über viele Jahre traditionell lohfarbenen Segel wurden mittlerweile nach und nach durch weiße Segel ersetzt.

## Schiffsgeschichte

### 1939–1963: Unter dänischer Flagge
Die Seute Deern wurde unter dem Namen „Havet“ (dt.: Meer) in Eiche auf der Werft J. Ring-Andersen Skibsværft im dänischen Svendborg für Kapitän Karl M. Lorenzen gebaut. Lorenzen, der mehrere Jahre auf Schonern vor der Küste von Alaska gefischt hatte, nahm starken Einfluss auf die Baupläne des Schiffes, das später zum Prototyp für drei weitere Segler wurde (unter anderem die nach dem Zweiten Weltkrieg von der gleichen Werft gebaute Bel Espoir II). Nach ihrem Stapellauf 1939 führte die erste Fahrt das Schiff nach Lübeck, um eine Ladung Kohle nach Dänemark zu transportieren. Gut 16 Jahre benutzte Lorenzen das Schiff für die Frachtfahrt in Küstengewässern.
1956 wurde das Schiff von der dänischen Reederei J. Lauritzen aus Kopenhagen erworben und in „Noona Dan“ umgetauft. Nach einigen Umbauten wurde das Schiff als Ausbildungsschiff für die Seefahrtsschule in Svendborg eingesetzt. Seine Reisen führten bis in die Gewässer von Grönland, einmal sogar im Winter.
Im Herbst 1960 erklärte sich die Reederei J. Lauritzen bereit, das Schiff für eine staatliche dänische Expedition in den südlichen Pazifik bereitzustellen. Dazu wurden umfassende Umbauten vorgenommen: Neben Unterkünften für eine sechsköpfige Stammbesatzung (Kapitän, Steuermann, Maschinist, Koch und zwei Matrosen) wurden Räume für sechs Wissenschaftler sowie ein Labor und eine Dunkelkammer eingebaut. Dazu kamen an Deck eine Kombüse mit Kühlschrank und ein neues Steuerhaus mit modernen Navigationsinstrumenten, damals unter anderem Funkpeiler, Echolot und Radiotelephon. Das dahinterliegende alte Steuerhaus wurde als Schreibraum für die Wissenschaftler eingerichtet. Außerdem wurden ein zusätzlicher Hilfsmaschinenraum und – in der heutigen Messe – Tanks für Treibstoff und Trinkwasser installiert.
Am 10. April 1961 lief die Noona Dan unter Kapitän Jörgen Kaas Narup und dem Ersten Offizier Paul Majlund Nielsen aus dem Kopenhagener Hafen aus. Die Expedition galt als international bedeutend, sodass viele Schaulustige gekommen waren und zum Abschied neben der dänischen Staatsflagge, einem Universitätswimpel und der Reederei-Flagge sogar die UNO-Flagge gehisst wurde. Die Route der sogenannten Noona Dan-Expedition führte über die Kanarischen Inseln und den Panamakanal zu den indoaustralischen Inseln Suva (Fidschi-Inseln), Bellona (Salomonen), dann weiter nach Neuguinea und zu den Philippinen. Die Wissenschaftler führten auf der Reise Untersuchungen in den Bereichen der Zoologie, Geographie, Botanik, Ethnologie und Anthropologie durch. Im Verlauf der eineinhalbjährigen Fahrt lebten unterschiedliche Wissenschaftler an Bord, wohingegen die Stammbesatzung nicht ausgewechselt wurde. Die Rückkehr nach Europa erfolgte um das Kap der Guten Hoffnung, sodass das in dieser Zeit mennigrot gestrichene Schiff nach Abschluss der Reise Ende 1962 einmal die Welt in Ost-West-Richtung umsegelt hatte. Anschließend wurde die Noona Dan bis April 1963 in Svendborg aufgelegt.

### 1963–1970: Schulschiff der deutschen Handelsmarine und Auflegung

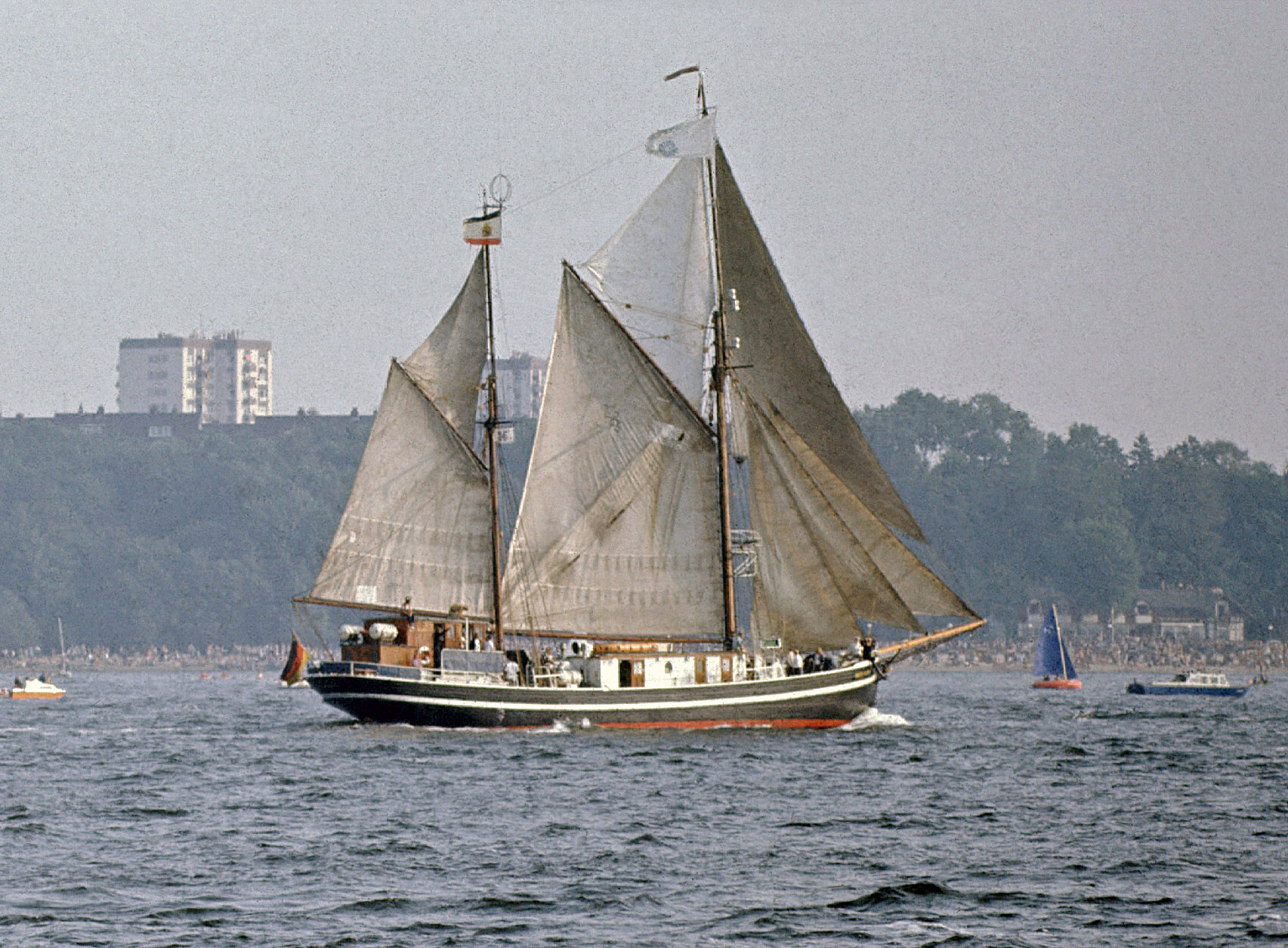
Seute Deern bei der Windjammerparade 1972 in Kiel

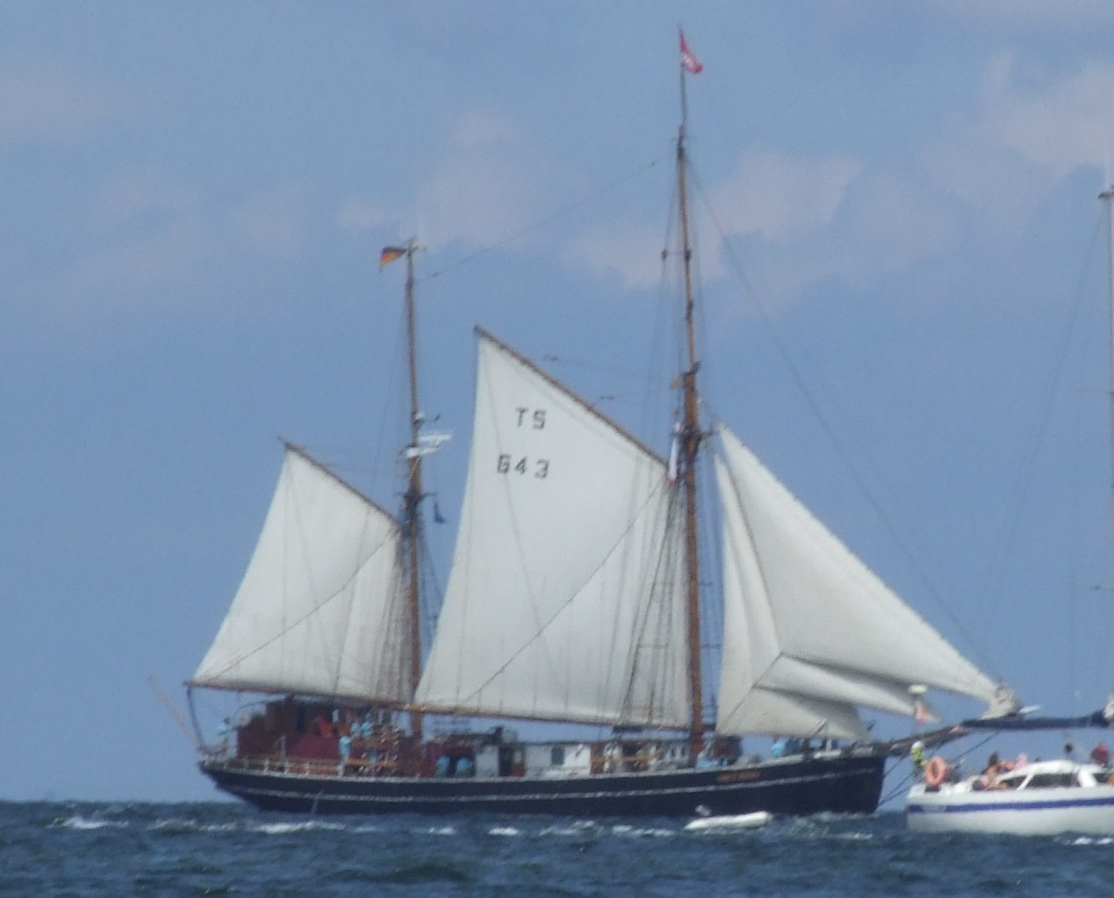
Seute Deern vor Gdingen während der Tall Ships’ Races 2009

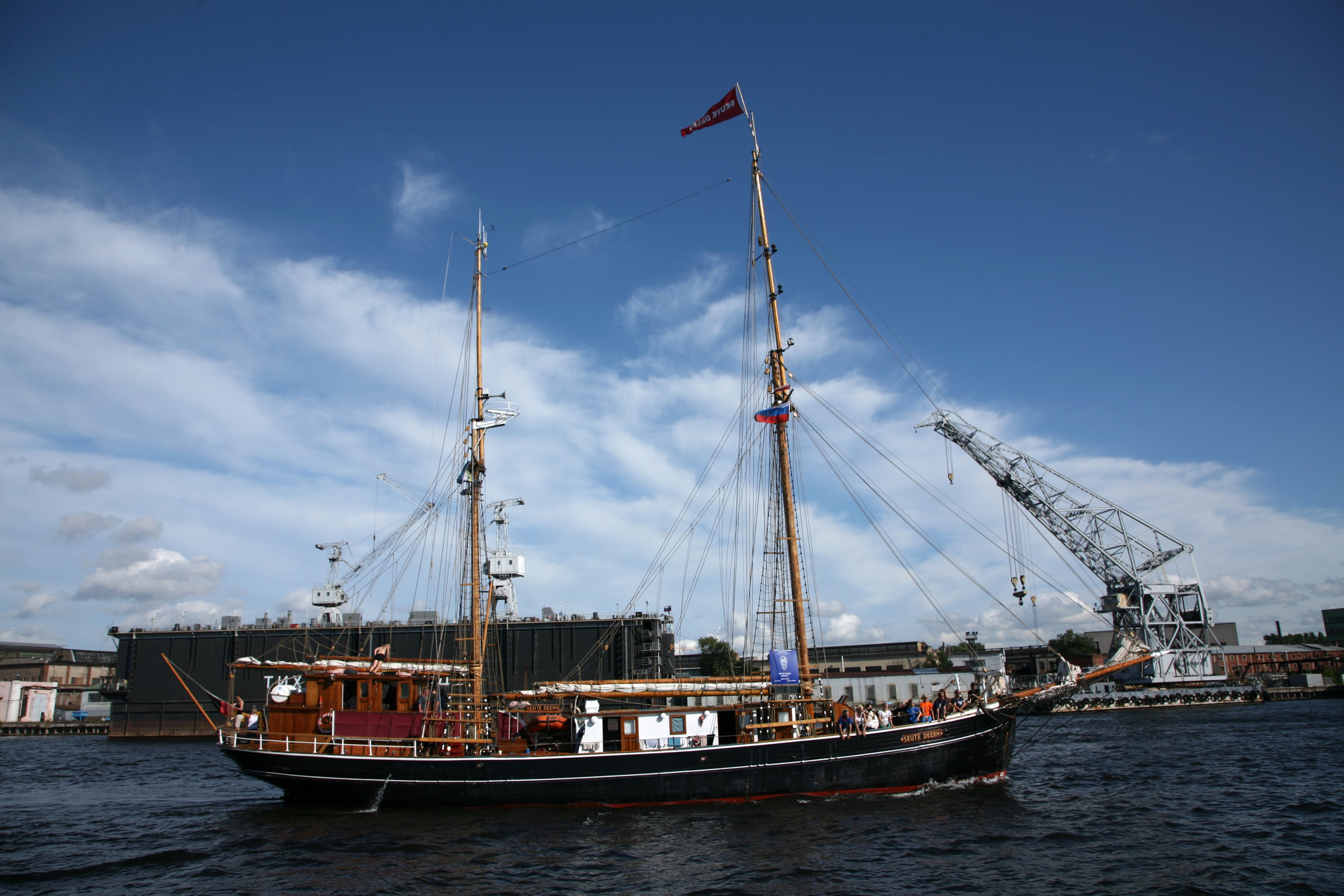
Takelage der Seute Deern (St. Petersburg, Russland, während der Tall Ships’ Races 2009)

Anfang der 1960er Jahre suchte der Deutsche Schulschiff-Verein ein Ausbildungsschiff. Der Verein verfügte seit 1944 über kein zur See gehendes Segelschulschiff mehr und hatte angehende Seeleute seit 1952 als „stationäre Form der Ausbildung“ an Bord des stillgelegten Windjammers Schulschiff Deutschland ausgebildet. In den 1950er Jahren hatte es zwar, zuletzt durch die Stiftung für Ausbildungsschiffe, noch einmal den Versuch gegeben, auf den beiden Viermastbarken Pamir und Passat die Segelausbildung auf einem Großsegler zu ermöglichen. Seit aber 1957 die Pamir gesunken und die Passat wenige Wochen später außer Dienst gestellt worden war, hatte es in der deutschen Handelsmarine keine praktische Segelausbildung mehr gegeben. Viele Seeleute und Reeder hielten eine grundlegende Segelausbildung aber auch in Zeiten von maschinebetriebenen Schiffen noch für sinnvoll, um ein Gespür für Wind, Wetter und Wellen und allgemein praktische Seemannschaft zu lehren. Aufgrund der Erfahrungen mit der Pamir und der Passat sollte das neue Schiff deutlich kleiner als die beiden Windjammer sein und nicht mehr weltweit, sondern in Nord- und Ostsee eingesetzt werden. Für die Finanzierung trat der Deutsche Schulschiff-Verein an die Stiftung für Ausbildungsschiffe heran, die über Gelder aus den Versicherungsprämien für die Pamir, die nur für ein Ausbildungsschiff ausgegeben werden durften, und aus dem Verkauf der Passat an die Stadt Lübeck verfügte. Als geeignetes Schiff wurde schließlich die Noona Dan ins Auge gefasst, die sich auf ihren bisherigen Fahrten als sehr zuverlässig erwiesen hatte.
Im April 1963 kauften der Deutsche Schulschiff-Verein und die Stiftung für Ausbildungsschiffe die Noona Dan für einen Preis von 14.000 Pfund Sterling, den sie zu gleichen Teilen aufbrachten, und überführten das Schiff nach Travemünde. Nach mehrmonatigen Verhandlungen über die Kostenübernahme für einen Umbau und die beabsichtigte Nutzung zwischen den beiden Eignern, den Bundesländern und dem Bundesverkehrsministerium übernahm der Deutsche Schulschiff-Verein allein die Kosten für den Umbau des Schiffes. Im Oktober 1963 wurde die Noona Dan auf die Lürssen Werft im Bremer Vorort Vegesack überführt, dann begannen nach den Plänen von Kapitän Otto Hattendorf umfassende Änderungen, die dem Schiff sein heutiges Aussehen verliehen. Besonderer Wert wurde nach dem Kentern der Pamir und einem Beinahe-Unfall der Passat 1957 der Stabilität (Sicherheit gegen Kentern) des Schiffes beigemessen: Der Kiel des Schiffes wurde in Eisen ausgeführt und der Ballast des Schiffes verstärkt (16 Tonnen im Kiel, 18 Tonnen in den Bodenwrangen, d. h. in starken Querträgern im Doppelboden des Schiffs). Vertreter des Germanischen Lloyd und der See-Berufsgenossenschaft beurteilten die Stabilität später nach einer Testfahrt mit der Höchstwertung (Klasse GL +100A4). Außerdem wurde das Schiff nun als Ketsch mit zehn Segeln getakelt und Unterkünfte wurden für fünf Mann Stammbesatzung und 24 Kadetten (u. a. in Hängematten) geschaffen. Nach dem Umbau wurde das Schiff von Taufpatin Frau von Rantzau in „Seute Deern“ umgetauft. Heimathafen wurde Oldenburg, wo traditionell alle Schiffe des Deutschen Schulschiff-Vereins eingetragen waren.
Am 30. April 1964 wurde die Seute Deern unter Kapitän Günter Ulrichs und dem Ersten Offizier Hartmut Schäfer als Segelschulschiff der deutschen Handelsmarine in Betrieb genommen. In den nächsten drei Jahren wurden auf 75 Fahrten über 1500 angehende Decksoffiziere ausgebildet. 1967 wurden die Reisen eingestellt, weil der Deutsche Schulschiff-Verein und die Stiftung für Ausbildungsschiffe die jährlichen Ausgaben nicht mehr tragen konnten. Ab dem Juni 1967 charterte der Norddeutsche Lloyd (NDL) die Seute Deern und führte auf ihr unter Leitung von Kapitän Wende und später Kapitän Schäfer vier- bis sechswöchige, harte Ausbildungsfahrten durch. Bis zum 23. Dezember 1969 fuhren 420 Seemannsschüler mit der Seute Deern auf Reisen von insgesamt 9400 Seemeilen (ca. 17.400 km). - Zum 1. Januar 1970 wurde die Ausbildung an den Seefahrtsschulen reformiert. Die Seute Deern wurde längsseits des ehemaligen Segelschulschiffs Schulschiff Deutschland in Bremen aufgelegt. 1971 plante eine Gruppe um Günther Ohlf, das Schiff wieder auf Fahrt gehen zu lassen. doch das Vorhaben scheiterte schon bei der ersten Ausfahrt, als die Seute Deern bei einem Unfall in Bremerhaven ihren Klüverbaum verlor.

### Ab 1972/73: Traditionelles Ausbildungsschiff für Freizeitsegler
1972 wurde die Seute Deern auf Initiative ehemaliger Kadetten vorübergehend wieder in Betrieb genommen: Sie segelte auf der Regatta der Sail Training Association (STA) von Cowes auf der südenglischen Isle of Wight zum schwedischen Malmö und anschließend weiter nach Kiel zur Windjammerparade Operation Sail mit, die 1972 in Kiel anlässlich der Olympischen Spiele stattfand. Es war das erste Mal, dass sich seit Ende des Zweiten Weltkriegs so viele Windjammer in einem deutschen Hafen einfanden. Noch vor Ende der Veranstaltung entstand bei einigen Teilnehmern der Wunsch, wieder „seefahrtbegeisterten Jugendlichen das Erlebnis traditioneller Segelschifffahrt zu ermöglichen“. Da es in Deutschland zu dieser Zeit keine Organisationen gab, die etwas Vergleichbares anboten, wurde am 6. Januar 1973 die Gründungsversammlung des Vereins Clipper DJS – Clipper Deutsches Jugendwerk zur See e. V. – abgehalten, der diese Aufgabe wahrnehmen sollte.
Ab Juli 1973 charterte der Verein daraufhin die Seute Deern für seine Segelfahrten. Seit dieser Zeit wird die Seute Deern vom Frühjahr bis zum Herbst für Fahrten mit Vereinsmitgliedern – vor allem jungen Leuten – genutzt. Von 1979/1980 bis 1990 wurde das Schiff außerdem alle zwei Jahre im Winter auf die kanarischen Inseln überführt, ansonsten wird es von April bis Oktober vor allem auf der deutschen und dänischen Ostsee eingesetzt, mit gelegentlichen Abstechern in die östliche Ostsee.
Im Jahr 2000 kaufte der Verein Clipper DJS anteilig die Seute Deern: Sie gehörte danach einer Eigentümergemeinschaft von Clipper DJS und der Stiftung für Ausbildungsschiffe, bis sie vertragsgemäß 2010 vollständig in das Eigentum des Vereins überging.
Wiederholt hat die Seute Deern an Großsegler-Veranstaltungen wie den Tall Ships’ Races (früher Cutty Sark Tall Ships' Races) teilgenommen. 2003 errang das Schiff auf dieser Windjammer-Regatta vom polnischen Gdingen zum finnischen Turku und von Riga (Lettland) nach Travemünde den Florence Cup – den Preis für das beste Schiff seiner Größenklasse (sog. Klasse B: Schiffe zwischen 30,5 und 46,5 Meter Länge) auf beiden Teilstrecken.
Im Winter liegt die Seute Deern die meiste Zeit im Überwinterungshafen in Hamburg-Hafen, wo in ehrenamtlicher Arbeit die alljährlichen Instandhaltungsarbeiten (z. B. Konservieren des Holzes) ausgeführt werden. Außerdem fährt sie für professionelle Aufgaben bei der Instandhaltung (z. B. Kalfatern im Trockendock) regelmäßig die J. Ring-Andersen Skibsværft an, auf der sie einst gebaut wurde. Im Laufe der letzten Jahre ist die Seute Deern auch mit modernen Navigationsinstrumenten einschließlich Computer ausgestattet worden, außerdem ist sie nach den deutschen Sicherheitsstandards für Traditionsschiffe ausgerüstet. Äußerlich bewahrt die Seute Deern weitgehend das Bild eines traditionellen, in Holz gebauten Seglers.

## Schiffsdaten
| Typ                    | Gaffel-Ketsch                                                                                          |
| Rufzeichen             | DDGU (seit 1963)                                                                                       |
| Heimathafen            | Bremen                                                                                                 |
| Schiffsrumpf           | Holz                                                                                                   |
| Vermessung             | ursprünglich 97 Bruttoregistertonnen (BRT) ab 1963: 105 BRT                                            |
| Länge über alles (Lüa) | 36 m                                                                                                   |
| Breite                 | 7,15 m                                                                                                 |
| Tiefgang               | 3,4 m                                                                                                  |
| Höhe Großmast          | 26 m                                                                                                   |
| Segelfläche            | 332 m²                                                                                                 |
| Maschine („Motor“)     | Volvo-Penta 290 PS                                                                                     |
| Segel                  | 9; gesetzt werden in der Regel bis zu 7 (2 Gaffelsegel, 4 Vorsegel, 1 Topsegel)                        |
| Besatzung              | heute 30 Kojenplätze, davon meist 6 Mann Stammbesatzung (Kapitän, 3 Steuerleute, 1 Maschinist, 1 Koch) |